# ناغبور
ناغبور أو نَغْبُور (بالماراثية:नागपुर, Nāgpur) هي مدينة في ولاية ماهاراشترا بالهند. بلغ عدد سكانها 2.173.200 نسمة (إحصائيات 1 يناير 2004) وتقع على نهر ناغ. ناغبور هي مدينة صناعية أهمها (القطن، الورق، المواد الكيميائية، الهندسة الميكانيكية) وأيضاً مركز ثقافياً (جامعات، مسارح، متاحف) كما أنها تُعتبر أهم مراكز النقل (سكة حديد، مطار، طريق).

## تاريخ
يعود أول ذكر تاريخي للمدينة إلى القرن العاشر، بَيد أن تأسيسها الرسمي يعود إلى عام 1702. اسم المدينة ناغبور مستمد من نهر ناغ الذي يتدفق عبر المدينة. في عام 1817 أصبحت المدينة تحت النفوذ البريطاني التي جعلوا منها عاصمة المقاطعات الوسطى. بعد استقلال الهند في 15 أغسطس 1947 أصبحت جزءً من الدولة التي تأسست حديثا. تتميز ناغبور وتُعرف في كامل الهند على أنها منتجة لأجود فاكهة البرتقال.

## المناخ
يظهر الجدول التالي التغييرات المناخية على مدار السنة لناغبور:
| البيانات المناخية لـناغبور                                                  | البيانات المناخية لـناغبور | البيانات المناخية لـناغبور | البيانات المناخية لـناغبور | البيانات المناخية لـناغبور | البيانات المناخية لـناغبور | البيانات المناخية لـناغبور | البيانات المناخية لـناغبور | البيانات المناخية لـناغبور | البيانات المناخية لـناغبور | البيانات المناخية لـناغبور | البيانات المناخية لـناغبور | البيانات المناخية لـناغبور | البيانات المناخية لـناغبور |
| الشهر                                                                       | يناير                      | فبراير                     | مارس                       | أبريل                      | مايو                       | يونيو                      | يوليو                      | أغسطس                      | سبتمبر                     | أكتوبر                     | نوفمبر                     | ديسمبر                     | المعدل السنوي              |
| --------------------------------------------------------------------------- | -------------------------- | -------------------------- | -------------------------- | -------------------------- | -------------------------- | -------------------------- | -------------------------- | -------------------------- | -------------------------- | -------------------------- | -------------------------- | -------------------------- | -------------------------- |
| الدرجة القصوى °م (°ف)                                                       | 36.6 (97.9)                | 39.2 (102.6)               | 45.0 (113.0)               | 46.1 (115.0)               | 47.8 (118.0)               | 47.7 (117.9)               | 40.6 (105.1)               | 37.8 (100.0)               | 38.9 (102.0)               | 39.5 (103.1)               | 35.6 (96.1)                | 39.7 (103.5)               | 47.8 (118.0)               |
| متوسط درجة الحرارة الكبرى °م (°ف)                                           | 28.7 (83.7)                | 31.4 (88.5)                | 36.1 (97.0)                | 40.1 (104.2)               | 42.5 (108.5)               | 37.7 (99.9)                | 31.2 (88.2)                | 30.5 (86.9)                | 31.7 (89.1)                | 32.6 (90.7)                | 30.2 (86.4)                | 28.1 (82.6)                | 33.5 (92.3)                |
| المتوسط اليومي °م (°ف)                                                      | 20.9 (69.6)                | 23.2 (73.8)                | 27.7 (81.9)                | 32.5 (90.5)                | 35.1 (95.2)                | 31.9 (89.4)                | 27.9 (82.2)                | 27.1 (80.8)                | 27.7 (81.9)                | 26.4 (79.5)                | 23.0 (73.4)                | 20.4 (68.7)                | 27.0 (80.6)                |
| متوسط درجة الحرارة الصغرى °م (°ف)                                           | 13.1 (55.6)                | 15.1 (59.2)                | 19.2 (66.6)                | 24.0 (75.2)                | 28.0 (82.4)                | 26.4 (79.5)                | 24.0 (75.2)                | 23.6 (74.5)                | 23.1 (73.6)                | 20.0 (68.0)                | 15.3 (59.5)                | 12.1 (53.8)                | 20.3 (68.6)                |
| أدنى درجة حرارة °م (°ف)                                                     | 3.9 (39.0)                 | 5.0 (41.0)                 | 8.3 (46.9)                 | 13.9 (57.0)                | 19.4 (66.9)                | 20.0 (68.0)                | 19.4 (66.9)                | 18.3 (64.9)                | 16.6 (61.9)                | 11.6 (52.9)                | 6.7 (44.1)                 | 5.5 (41.9)                 | 3.9 (39.0)                 |
| الهطول مم (إنش)                                                             | 12.5 (0.49)                | 20.7 (0.81)                | 17.6 (0.69)                | 14.3 (0.56)                | 19.2 (0.76)                | 190.1 (7.48)               | 341.7 (13.45)              | 280.5 (11.04)              | 183.1 (7.21)               | 56.8 (2.24)                | 16.6 (0.65)                | 13.2 (0.52)                | 1٬166٫3 (45.92)            |
| متوسط الأيام الممطرة (≥ 1.0 mm)                                             | 1.8                        | 2.2                        | 1.9                        | 1.2                        | 2.9                        | 11.4                       | 17.5                       | 16.5                       | 10.4                       | 4.0                        | 1.3                        | 1.1                        | 72.2                       |
| متوسط الرطوبة النسبية (%)                                                   | 54                         | 43                         | 30                         | 24                         | 27                         | 55                         | 77                         | 80                         | 74                         | 61                         | 55                         | 56                         | 53                         |
| ساعات سطوع الشمس الشهرية                                                    | 272.0                      | 268.3                      | 287.6                      | 290.8                      | 293.8                      | 186.6                      | 115.4                      | 116.7                      | 182.5                      | 260.4                      | 264.1                      | 268.8                      | 2٬807                      |
| المصدر #1: NOAA                                                             |                            |                            |                            |                            |                            |                            |                            |                            |                            |                            |                            |                            |                            |
| المصدر #2: India Meteorological Department (record high and low up to 2010) |                            |                            |                            |                            |                            |                            |                            |                            |                            |                            |                            |                            |                            |

## أعلام
- رونيت روي
- شهيد كبير
- بافان فارما
- فيكرام بانديت
- يعقوب مأمون
- ألوين جورج
- تاج الدين محمد بدر الدين